# Rhimphalea circotoma
Rhimphalea circotoma là một loài bướm đêm trong họ Crambidae.